# Lucien Laurent
Lucien Laurent (10 de desembre de 1907 - 11 d'abril de 2005) fou un futbolista professional francès dels anys 1920 i 1930.
Entre 1921 and 1930, Laurent jugà per l'equip semi-professional Cercle Athlétique de Paris. Aquest darrer any fou fitxat pel FC Sochaux, i treballà a l'empresa Peugeot. L'any 1930 participà amb la selecció francesa a la primera Copa del Món disputada a l'Uruguai. En aquesta competició feu història en convertir-se en el primer jugador a marcar un gol, al minut 19 del partit davant Mèxic, disputat el 13 de juliol de 1930.
Laurent també fou convocat pel Mundial de 1934, tot i que no disputà cap partit. També jugà a altres clubs francesos com Rennes o RC Strasbourg.
Fou germà del també futbolista Jean Laurent.